# Pteronymia ucaya
Pteronymia ucaya är en fjärilsart som beskrevs av Richard Haensch 1905. Pteronymia ucaya ingår i släktet Pteronymia och familjen praktfjärilar. Inga underarter finns listade.